# Ротблатт, Мартина
Мартина Алиана Ротблатт (род. 10 октября 1954, Чикаго, Иллинойс) — американский предприниматель, юрист, философ и трансгуманист. Она была CEO GeoStar, является одним из основателей телерадиовещательной компании Sirius XM и основателем биотехнологической компании United Therapeutics, председателем правления которой работает в данное время. Мартина Ротблатт также занимается созданием лёгких электрических вертолётов, специализирующихся на перевозке донорских органов, 3D-печатью искусственных органов и вопросом потенциальной оцифровки сознания. Она является женщиной трансгендерного происхождения и признавалась самым успешным предпринимателем-трансгендером в мире, а также самым высокооплачиваемым руководителем мировой фармоотрасли.
Ротблатт закончила Калифорнийский университет в Лос-Анджелесе в 1981 году со степенями J.D. и M.B.A.. Она начала работать в Вашингтоне в сфере законодательства спутников связи, а затем перешла в сферу проектов, связанных с науками о жизни, наподобие проекта «Геном человека».